# 파주고등학교 축구부
파주고등학교 축구부는 경기도파주시에 위치한 파주고등학교의 축구부이다. 파주고등학교가 운영했었던 축구부로 권순태 선수와 같은 선수들을 배출해 왔다.

## 역사
내새울게 권순ㅌ밖에 없는 ㅄ학교였다

## 참고 문헌
- “KFA 통합경기정보 시스템”. 대한축구협회.

## 같이 보기
- 파주고등학교